# Digam
Digam (en népalais : दिगम) est un comité de développement villageois du Népal situé dans le district de Gulmi. Au recensement de 2011, il comptait 4 503 habitants.